# بانیاس الحوله
بانیاس الحوله (به عربی: بانیاس الحولة) یک محوطه باستانی و روستا در سوریه است که در بلندی‌های جولان واقع شده‌است.